# Igor Popovec
Igor Popovec (* 6. května 1966 Stropkov) je bývalý slovenský fotbalista, útočník. Po skončení aktivní kariéry působí jako trenér mládeže.

## Fotbalová kariéra
V československé lize hrál za SK Sigma Olomouc a Duklu Banská Bystrica. V československé lize nastoupil ve 12 utkáních. Ve slovenské lize hrál za FC Lokomotíva Košice a MŠK Žilina, nastoupil ve 110 utkáních a dal 29 gólů. Za Sigmu Olomouc nastoupil k jednomu utkání Poháru UEFA 1986/87.

## Ligová bilance
| Ročník                                   | Zápasy | Góly | Klub                  |
| ---------------------------------------- | ------ | ---- | --------------------- |
| 1. československá fotbalová liga 1985/86 | 7      | 0    | SK Sigma Olomouc      |
| 1. československá fotbalová liga 1987/88 | 5      | 0    | Dukla Banská Bystrica |
| Corgoň liga 1993/94                      | 25     | 5    | FC Lokomotíva Košice  |
| Corgoň liga 1994/95                      | 27     | 6    | FC Lokomotíva Košice  |
| Corgoň liga 1995/96                      | 27     | 7    | FC Lokomotíva Košice  |
| Corgoň liga 1996/97                      | 14     | 4    | FC Lokomotíva Košice  |
| Corgoň liga 1996/97                      | 10     | 2    | MŠK Žilina            |
| Corgoň liga 1997/98                      | 7      | 0    | MŠK Žilina            |
| CELKEM                                   | 60     | 0    |                       |